# Polisportiva Libertas Livorno 1986-1987

## Stagione
Nella stagione 1986-1987, la Libertas Livorno, ha disputato il massimo campionato nazionale giungendo al settimo posto e venendo eliminata al primo turno dei Play-Off. In Coppa Italia arrivarono sino alle semifinali. La società era sponsorizzata da Boston Enichem ed adottava per la prima volta i colori giallo-blu.

## Roster
Rosa della squadra
|  | Naz.                   | Ruolo | Sportivo            |  |  |  |  |
|  | ---------------------- | ----- | ------------------- |  |  |  |  |
|  | Italia (bandiera)      |       | Flavio Carera       |  |  |  |  |
|  | Italia (bandiera)      |       | Gianluca Ceccarini  |  |  |  |  |
|  | Italia (bandiera)      |       | Fabio Colombo       |  |  |  |  |
|  | Stati Uniti (bandiera) |       | Jeff Cook           |  |  |  |  |
|  | Stati Uniti (bandiera) |       | Les Craft           |  |  |  |  |
|  | Italia (bandiera)      |       | Luigi Donati        |  |  |  |  |
|  | Italia (bandiera)      |       | Alessandro Fantozzi |  |  |  |  |
|  | Italia (bandiera)      |       | Andrea Forti        |  |  |  |  |
|  | Stati Uniti (bandiera) |       | Rod Griffin         |  |  |  |  |
|  | Italia (bandiera)      |       | Alessandro Mori     |  |  |  |  |
|  | Italia (bandiera)      |       | Alberto Pietrini    |  |  |  |  |
|  | Italia (bandiera)      |       | Massimo Rossi       |  |  |  |  |
|  | Italia (bandiera)      |       | Alberto Tonut       |  |  |  |  |